# 昭和橋停留場
昭和橋停留場（日语：／ Shōwabashi teiryūjō */?）是一位於日本北海道函館市堀川町5番地先，函館市交通局（函館市電）湯之川線沿線的鐵路車站。

## 歷史
- 參考函館市交通局的歷史。

## 車站構造
- 昭和橋站擁有2個月台（側式月台）、2條電車路線（相反方向）。
- 2004年，2個月台都改建成有蓋月台及殘障人士無障礙化。

## 車站周邊
- 函館中央警察署新川派出所
- 函館堀川郵政局
- 函館紅十字醫院
- 北海道道83號函館南茅部線
- MaxValu 堀川店
- 函館巴士「昭和橋」站

## 相鄰停留場
函館市交通局（函館市電）
湯之川線
堀川町（DY12）－昭和橋（DY13）－千歲町（DY14）

## 外部連結
- 車站情報 - 昭和橋（日文）